# Viktor Vasiljevič Gorbatko
Viktor Vasiljevič Gorbatko (rusko Виктор Васильевич Горбатко), ruski vojaški pilot, kozmonavt, generalmajor letalstva in dvojni heroj Sovjetske zveze, * 3. december 1934, Venci Zarja, Kavkaški okraj, Krasnodarska regija, Sovjetska zveza, sedaj Rusija, † 17. maj 2017, Moskva.

## Življenje
Gorbatko je leta 1952 končal srednjo šolo, leta 1953 pa 8. letalsko šolo v Pavlovgradu, Ukrajina. Tudi njegov brat Boris je bil pilot. V letu 1956 je končal Batajsko vojaško letalsko vseučilišče Serova. Služil je v letalskih enotah Vojnega letalstva SZ.
Gorbatka so leta 1960 izbrali v Prvi odred kozmonavtov SZ. Končal je pipravo za polet z vesoljskima ladjama Vostok in Voshod. Pripravljal se je tudi za nadomestnega kozmonavta Leonova za prvi sprehod po odprtem vesolju, vendar se zaradi medicinskih razlogov ni uvstil. Potem se je ponovno začel pripravljati za sovjetski lunarni program. Postal je član nadomestne posadke odprave Sojuz 2. 
V letu 1968 je diplomiral na Vojaško-letalski inženirski akademiji Žukovskega. Nato je bil član nadomestne posadke odprave Sojuz 5. 12. oktobra 1969 je prvič poletel kot raziskovalni inženir v odpravi Sojuz 7 skupaj s Filipčenkom in Volkovom. Po tem poletu se je začel pripravljati za polet vojaške orbitalne postaje Almaz. V letu 1976 je bil član podporne posadke odprave Sojuz 21 in poveljnik nadomestne posadke odprave Sojuz 23.
7. februarja je kot poveljnik drugič poletel z odpravo Sojuz 24 skupaj z Glazkovom. Z Glazkovom sta se spojila z vesoljsko postajo Saljut 5. Nato se je usposabljal za Program Interkozmos. Septembra 1978 je bil poveljnik nadomestne posadke za sovjetsko-nemško odpravo Sojuz 31.
31. julija 1980 je Gorbatko tretjič poletel kot poveljnik sovjetsko-vietnamske odprave Sojuz 37 skupaj s Pham Tuanom. Kozmonavta sta se uspešno spojila z vesoljsko postajo Saljut 6 in se vrnila na Zemljo z ladjo Sojuz 36. 
V letu 1982 se je zaposlil v Gagarinovem središču priprave kozmonavtov. Bil je poveljnik odreda kozmonavtov. Nato je bil načelnik fakultete Vojaško-letalske inženirske akademije Žukovskega.

## Priznanja

### Odlikovanja in nagrade
- red Lenina (3×)
- red rdeče zvezde
- zlata medalja Ciolkovskega
- heroj Mongolije
- heroj Vietnama
- red Ho Ši Minha

Gorbatko je častni meščan mest: Kaluga, Gagarin, Krasnodar, Armavir, Terek v Rusiji; Karaganda, Arkalik (Kazahstan); Smoljan, Sliven (Bolgarija) in Čojbalsan (Mongolija).